# Márcia de Windsor
Márcia Couto Barreto (Ouro Preto, 3 de outubro de 1934 — São Paulo, 4 de agosto de 1982), mais conhecida como Márcia de Windsor,  foi uma atriz brasileira.

## Biografia
Descendente de duas famílias tradicionais de Ouro Preto e Diamantina, desde cedo demonstrava muita classe e elegância. Resolveu romper com as tradições da família aos 17 anos quando decidiu se casar com um fazendeiro, 25 anos mais velho que ela, em Ilhéus, na Bahia.
O casamento gerou dois filhos, o também ator Arlindo (conhecido por ter atuado como o palhaço Bozo) e Gilberto Márcio, e não durou mais do que cinco anos. Posteriormente veio a casar com o ator Jardel Filho. O sucesso e a opção pela carreira artística vieram no final da década de 1950 quando ela já morava no Rio de Janeiro.
A estreia foi como vedete em um show na reabertura do Copacabana Palace, em 1958 ao lado de Elizeth Cardoso e Consuelo Leandro e o nome artístico adotado foi uma sugestão do jornalista Stanislaw Ponte Preta que disse que ela lembrava a duquesa de Windsor.
Na TV começou apresentando o programa "Acumulada musical" ao lado do comediante Renato Côrte Real na TV Record. Ficou conhecida nacionalmente por ser jurada dos programas Flávio Cavalcanti e Silvio Santos e pelas 15 novelas que estrelou.
Morreu vítima de um enfarte agudo no quarto que ocupava no Hotel San Raphael, em São Paulo. Márcia estava na capital paulista para gravar os últimos capítulos da novela "Ninho da Serpente" para a Rede Bandeirantes, na qual interpretava a personagem Jerusa, que desapareceu da trama e na noite anterior ao enfarte havia participado de um programa diário da emissora, o "Boa Noite Brasil", onde tinha um quadro semanal, "Meu netinho é uma graça". O corpo de Márcia foi levado para o Rio de Janeiro, onde foi sepultado no Cemitério de São João Batista, em Botafogo. Seu túmulo foi revisitado por Welson Rocha, no seu canal "Meu Brasil de Histórias", no You Tube.

## Homenagem
Na cidade do Rio de Janeiro, no bairro de Santíssimo, há uma praça com seu nome.

## Filmografia

### No cinema
| Ano  | Título                  | Personagem |
| ---- | ----------------------- | ---------- |
| 1958 | Comercial Toddy         | —          |
| 1962 | As Sete Evas            | Marlene    |
| 1964 | Sangue na Madrugada     | —          |
| 1964 | Crônica da Cidade Amada | —          |
| 1967 | O Mundo Alegre de Helô  | Renata     |
| 1969 | A um Pulo da Morte      | Denise     |
| 1972 | Um Crime no... Verão!   | Helena     |
| 1978 | A Força do Sexo         | Ester      |

### Na televisão
| Ano  | Título                     | Personagem       | Emissora          |
| ---- | -------------------------- | ---------------- | ----------------- |
| 1964 | O Acusador                 | —                | Rede Tupi         |
| 1965 | 22-2000 Cidade Aberta      | —                | Rede Globo        |
| 1965 | TNT                        | Nara             | Rede Globo        |
| 1966 | O Sheik de Agadir          | Frieda           | Rede Globo        |
| 1967 | A Sombra de Rebecca        | Josui            | Rede Globo        |
| 1967 | Os Fantoches               | Consuelo         | TV Excelsior      |
| 1968 | A Última Testemunha        | Estela           | RecordTV          |
| 1969 | A Menina do Veleiro Azul   | Dinah            | TV Excelsior      |
| 1969 | Os Estranhos               | Valquíria Galvão | TV Excelsior      |
| 1970 | E Nós, Aonde Vamos?        | Laura            | Rede Tupi         |
| 1972 | Bel-Ami                    | Lucinha          | Rede Tupi         |
| 1972 | Na Idade do Lobo           | Consuelo         | Rede Tupi         |
| 1973 | Venha Ver o Sol na Estrada | Milena           | RecordTV          |
| 1977 | O Profeta                  | Maria Luiza      | Rede Tupi         |
| 1979 | Cara a Cara                | Belinha          | Rede Bandeirantes |
| 1980 | Cavalo Amarelo             | Joana            | Rede Bandeirantes |
| 1981 | Os Adolescentes            | Raquel           | Rede Bandeirantes |
| 1982 | Ninho da Serpente          | Jerusa           | Rede Bandeirantes |